# Kasseien Omloop Exloo
Le Kasseien Omloop Exloo est une course cycliste féminine néerlandaise. Créé en 2007, il fait partie du calendrier de l'Union cycliste internationale en catégorie 1.2. La course est longue d'environ 120 kilomètres, son départ et son arrivée se situe à Exloo.

## Palmarès
| Année | Vainqueur         | Deuxième         | Troisième         |
| ----- | ----------------- | ---------------- | ----------------- |
| 2007  | Moniek Rotmensen  | Kirsten Wild     | Claudia Witteveen |
| 2008  | Kirsten Wild      | Adrie Visser     | Elise van Hage    |
| 2009  | Chantal Blaak     | Chloe Hosking    | Adrie Visser      |
| 2010  | Regina Bruins     | Kirsten Wild     | Marie Lindberg    |
| 2011  | Christine Majerus | Liesbet De Vocht | Martina Zwick     |